# ビカイジ・カマ
ビカイジ・ルストム・カマ（Bhikaiji Rustom Cama、1861年9月24日 - 1936年8月13日）は、インド独立運動における活動家である。現在のインド国旗の雛形のひとつとなったインド独立を象徴する旗を、初めて国外で掲げたことで知られる。旧姓はビカイジ・パテール（Bhikaiji Patel）。しばしばマダム・カマ（Madam Cama）とも呼ばれ、「インド革命の母」としてその功績を称えられている。

## 出生と私生活
ビカイジ・カマは、ボンベイ（現在のムンバイ）で、裕福なパールシー（ゾロアスター教信者）の大家族に生まれた。両親のSorabji Framji PatelとJaijibai Sorabji Patelは街ではよく知られた人物であり、特に父親は弁護士としての訓練を受けた商人で、パールシー・コミュニティにおいて影響力のある人物であった。インド民族主義運動が根付いた環境で育った彼女は、幼いころから政治的な問題に関心を抱いていた。
当時の多くのパールシーの少女たちと同様、ビカイジはアレクサンドラ女子英語学院に通った。真面目で律儀な子で、語学の才能があったという。
1885年8月3日、ビカイジはK・R・カマの息子であるルストム・カマと結婚した。夫は裕福な親英派の弁護士であり、政界入りを目指していた。夫婦の間には、イギリスに対する考え方、社会運動への関与に対する考え方において大きな相違があり、ビカイジは結婚生活のほとんどの時間と労力を慈善活動や社会事業に費やした。

## 活動

### ボンベイでの医療活動と渡英
1896年10月、ボンベイ管区はまず大飢饉に見舞われ、その後まもなく腺ペストの大流行に見舞われた。カマは、グラント医科大学（後にウォルデマール・ハフキンのペストワクチン研究センターとなる）を拠点とするチームの1つに加わり、感染者のケアと健康な人への予防接種に努めた。その後、カマは自らもペストに感染したが、一命を取り留めた。非常に衰弱していたため、1902年にイギリスへ渡り、治療を受けた。
1904年、インドに戻る準備をしていたカマは、シャムジ・クリシュナ・ヴァルマと接触する機会を得た。彼はハイド・パークで行った激しい民族主義的演説によって、ロンドンのインド人コミュニティにおいてよく知られた人物であった。ヴァルマの紹介で、当時インド国民会議英国委員会の委員長であったダーダーバーイー・ナオロージーと面識を得たカマは、彼の下で私設秘書として働くようになる。カマは、ナオロージーやS・R・ラーナーとともに、1905年2月にヴァルマがインド内政協会（Indian Home Rule Society）を設立する支援をした。

### パリでの活動
ロンドン滞在中、彼女はイギリスから「民族主義的な活動に参加しないことを約束する声明に署名しない限り、インドへの帰国を禁止する」という通知を受けた。彼女はこれを拒否し、パリへ移った。
パリではS・R・ラーナーやMunchershah Burjorji Godrejとともに、パリ・インド協会を設立する。自宅はパリ在住のインド独立運動家たちの本部となり、インド主権運動に関わる亡命中の著名な人々とも協力しながら、カマは急進的な文献を執筆、出版、配布した。
1909年、インドをたたえる詩「ヴァンデー・マータラム（Vande Mataram）」をイギリス国王が禁じた際には、Har Dayalとともに週刊誌『Bande Mataram』を創刊した。雑誌のコピーはロンドン経由でインドに密輸された。また、マダン・ラール・ディーングラー（Madan Lal Dhingra）が処刑されると『Madan's Talwar』誌を創刊した。

### インド独立の旗の掲揚
1907年8月22日、カマはドイツのシュトゥットガルトで開催された第二インターナショナルの大会に出席し、インド亜大陸を襲った飢饉の惨状を報告した。人権、平等、イギリスからの自立を訴えた報告の中で、「インド独立の旗」と呼ぶ旗を掲げた。

カマの掲げた旗の元になった「カルカッタ・フラッグ」のデザイン（1906年）

彼女が掲げた旗は、「カルカッタ・フラッグ」と呼ばれる、近代インド最初の非公式旗がベースとなっている。この旗は、独立運動家のSachindra Prasad BoseとHemchandra Kanungoによってデザインされ、1906年8月7日にカルカッタの広場で掲揚された。式典も行われず、新聞でも簡単に取り上げられただけだったが、この旗はインド国民会議の年次総会で使用された。
そしてビカイジ・カマは、シャムジ・クリシュナ・ヴァルマとともにこのカルカッタ・フラッグに若干の修正を加え、シュトゥットガルト大会で掲げたのである。この旗はこの後も使用されたが、インドの民族主義者の間で熱狂的な支持を得るには至らなかったという。
上部の緑色の帯には独立前のインドの8つの州を表す8つの蓮の花が配されている。中央のサフラン色の帯には、デーヴァナーガリーで「वन्देमातरम्」（Vande Mataram、ヴァンデー・マータラム、「母なるインドに栄光あれ」の意）と記されている。下の赤色の帯には、イスラム教を象徴する三日月とヒンドゥー教を象徴する太陽が描かれている。

カマによって掲げられた「インド独立の旗」のデザイン

### 国外生活の継続
シュトゥットガルト大会の後、カマはアメリカを含む海外へ講演旅行に出かけ、特に国外に住むインド人の間でイギリスのインド支配に対する世論を喚起し、女性の権利を支持する演説も行った。
1909年、マダン・ラール・ディングラによるインド大臣補佐官ウィリアム・カーゾン・ワイリー暗殺を受けて、ロンドン警視庁は英国在住の主要な活動家数名を逮捕した。イギリス政府はフランスへカマの身柄引き渡しを要求したが、フランス政府は協力を拒否した。イギリス政府は身柄の代わりにカマの相続財産を差し押さえた。レーニンはカマをソビエト連邦に招いたが、カマはこれを拒否したと言われている。
カマは、クリスタベル・パンクハーストやサフラジェット運動の影響を受け、男女同権を激しく主張した。1910年、エジプトのカイロで演説した彼女は、こう問いかける。「ここには、エジプトの人口の半分の代表者しかいないように私には見えます。残りの半分はどこにいるのでしょうか？エジプトの息子たちよ、エジプトの娘たちはどこにいるのですか？あなたたちの母親や姉妹はどこにいるのですか？あなたたちの妻や娘は？揺りかごを揺らす手は、人を育てる手でもあることを忘れてはなりません」。
1920年、パールシー（インドに住むゾロアスター教信者）の女性で参政権問題について積極的に発言していたHerabai TataとMithan Tataに会ったカマは、悲しげに首を振って「インドの自由と独立のために力を尽くしなさい。インドが独立すれば、女性は選挙権だけでなく、他のあらゆる権利を持つようになるでしょう」と言ったという。
1914年に第一次世界大戦が勃発し、フランスとイギリスが同盟国となったため、パリ・インディア協会のメンバーたちは国を離れた。カマは仲間の社会主義者ジャン・ロンゲから、M・P・T・アチャルヤ議員とともにスペインに行くよう勧められていたが、S・R・ラーナーとともにフランスに留まった。二人は1914年10月、前線に向かうためにマルセイユに到着したばかりのパンジャブ連隊のキャンプで扇動活動を行おうとした際に逮捕され、3年間抑留された。その後二人はマルセイユを離れることになり、カマはボルドー近郊のアルカションにあるラーナーの妻の家に移り住むことになった。1915年1月、フランス政府はラーナーとその家族全員をカリブ海のマルティニーク島に強制送還した。カマはヴィシーに送られ、そこで抑留された。健康状態が悪かったため、1917年11月に釈放され、地元の警察に毎週報告を行うことを条件にボルドーへの帰還が許可された。戦争が終わると、パリのPonthieu通り25番地にある自宅へ戻った。

### 帰国と死
カマは1935年までヨーロッパで生活を続けた。1935年の初めに患った重い脳卒中によって半身不随になったため、ボンベイのパールシー・コミュニティの主要メンバーであったCowasji Jehangir卿を通じてイギリス政府に帰国を請願した。1935年6月24日にパリから出した手紙で、カマは扇動活動を放棄するという条件に同意した。Jehangirに伴われ、1935年11月にボンベイに到着し、祖国をもう一度見たいという願いを叶えた彼女は、9ヵ月後の1936年8月13日、パールシー総合病院で74年の生涯を閉じた。

## 遺産と記念

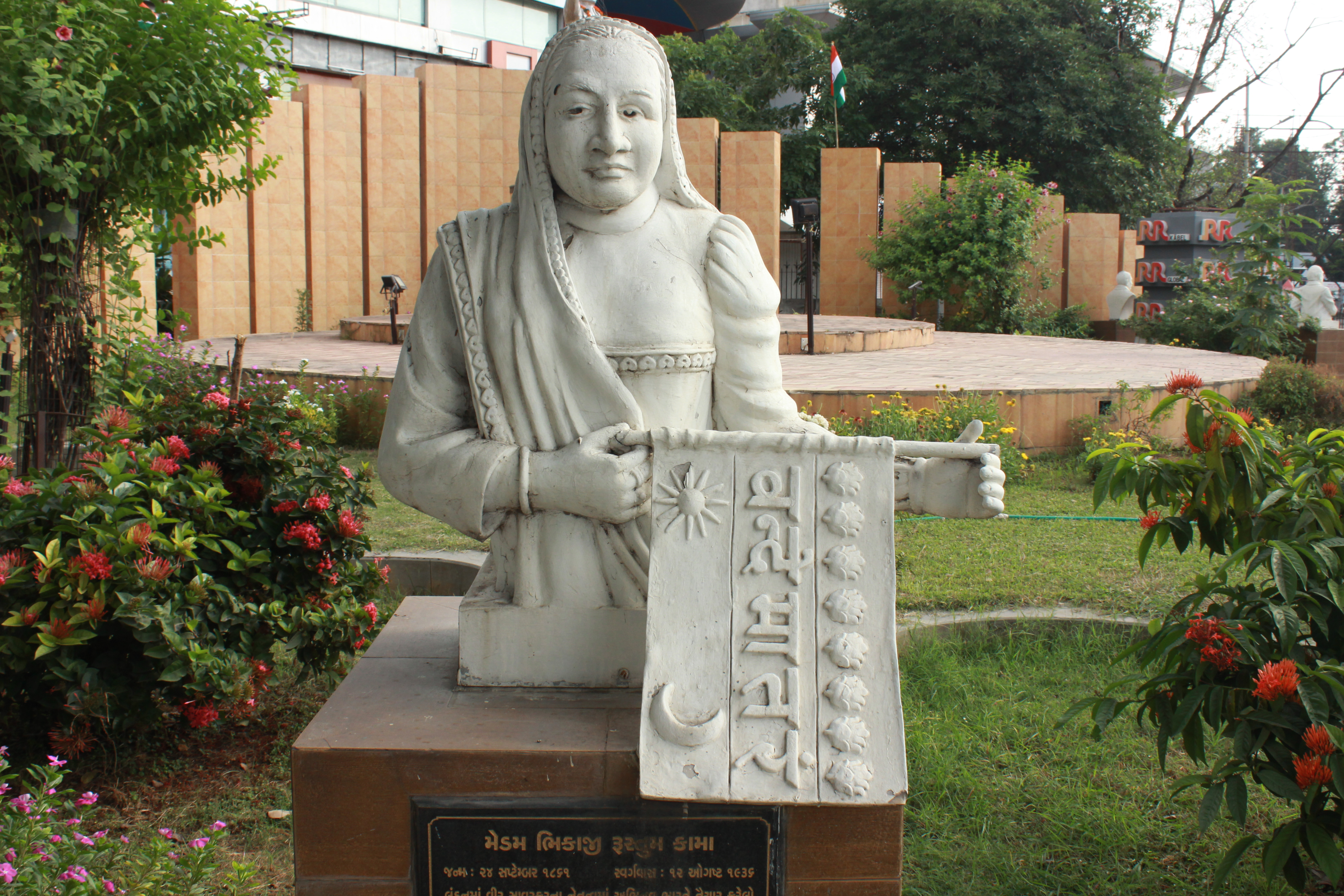
「インド独立の旗」を掲げたカマの胸像（グジャラート州ヴァドーダラー）

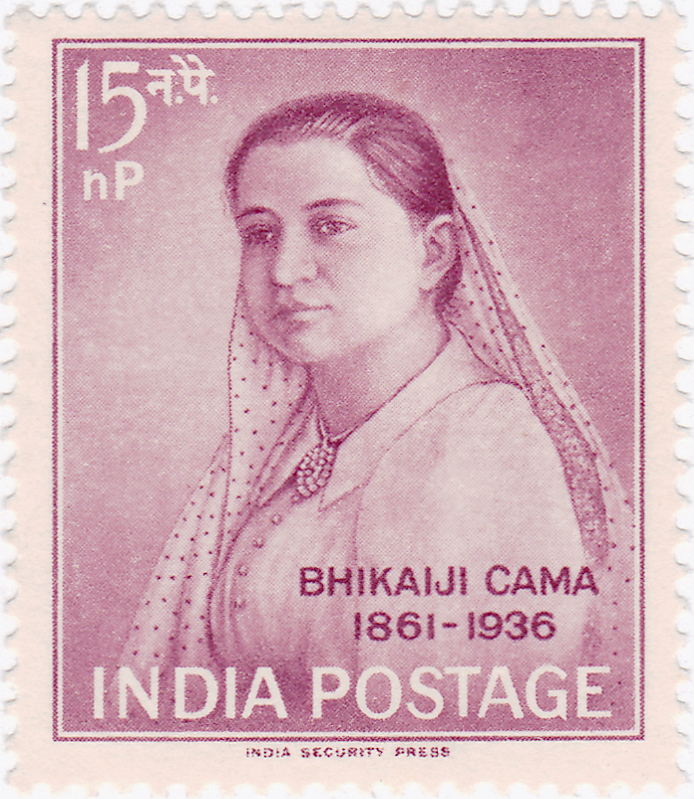
カマの記念切手（1962年）

ビカイジ・カマは、個人資産のほとんどをAvabai Petit女子孤児院（現在のBai Avabai Framji Petit女子高等学校）に遺贈した。また54,000ルピー（1936年：39,300ポンド、157,200ドル）が、南ボンベイのマズガオンにある一族の拝火神殿、Framji Nusserwanjee Patel Agiaryへ寄付された。
インドのいくつかの都市には、ビカイジ・カマ、あるいはマダム・カマの名を冠した通りや地名が存在する。また、EPFO（Employees' Provident Fund Organisation）、Jindal Group、SAIL（Steel Authority of India）、GAIL（Gas Authority of India）、EIL（Engineers India Limited）などの主要官庁や企業が入居するサウス・デリーの高層オフィスビルは、彼女に敬意を表して「ビカイジ・カマ・プレイス」と名付けられた。1997年、インド沿岸警備隊は、カマにちなんで名付けられたプリヤダルシニ級高速巡視船、「ICGSビカイジ・カマ」を就航させた。
1962年1月26日、11年目のインド共和国記念日には、インド郵政省が敬意を表して記念切手を発行した。
1907年のシュトゥットガルトでの演説後、カマが掲げた旗と同じものが独立運動家のインドゥラール・ヤーグニクによって英領インドに密輸された。現在はプネーのマラーター図書館、ケサリ図書館に展示されている。